# فيلامارزانا
فيلامارزانا (بالإيطالية: Villamarzana)‏ هي بلدية في مقاطعة رفيغة في منطقة فنيتة، شمال إيطاليا. تقع على بعد 70 كيلومترًا (43 ميلًا) جنوب غرب البندقية و10 كيلومترات (6 ميل) جنوب غرب رفيغة.